# St-Étienne (Orliaguet)

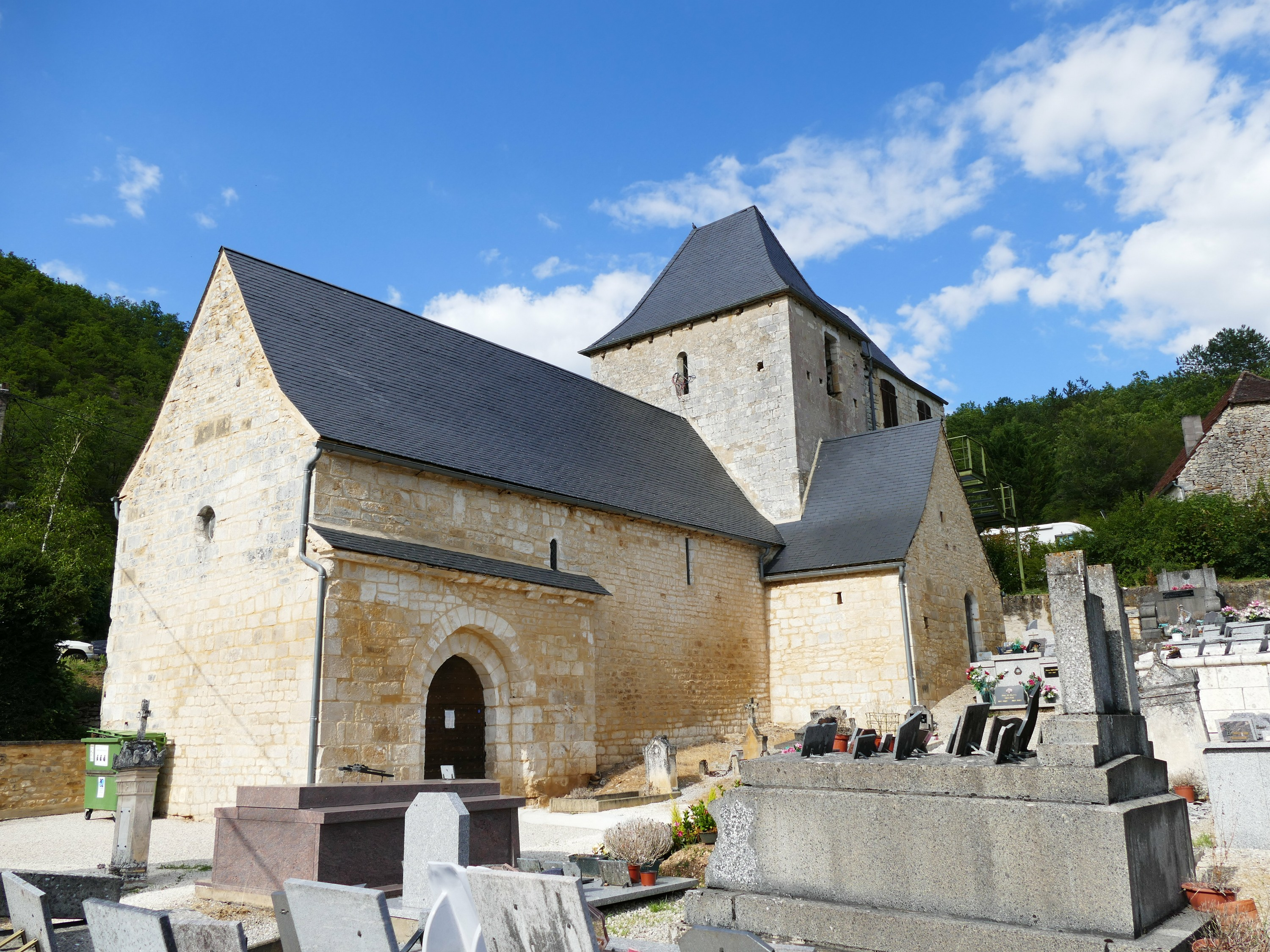
St-Étienne inmitten des Friedhofs

Die katholische Pfarrkirche St-Étienne in Orliaguet, einer französischen Ortschaft im Département Dordogne in der Region Nouvelle-Aquitaine, wurde im Mittelalter errichtet. Sie ist dem heiligen Stephanus geweiht.
Der romanische Saalbau verfügt über einen Chorturm. Im 15. Jahrhundert wurde die Apsis aus Verteidigungsgründen verstärkt und erhöht. Es wurde ein Schutzraum eingerichtet, der über eine Leiter (heute Außentreppe) erreichbar war. Das aus exakt behauenen Steinen errichtete Rundbogenportal befindet sich an der Südseite und ist leicht nach außen vorgesetzt.
Das Kirchenschiff ist tonnengewölbt, und die Apsis besitzt eine Kalottenwölbung. 
Zur Ausstattung gehören ein altes Weihwasserbecken, ein romanisches Taufbecken, ein mehrfiguriges Altarretabel aus dem 17. Jahrhundert sowie mehrere geschnitzte und farbig gefasste Heiligenfiguren.